# Adriana Galgano
Adriana Galgano (Milano, 18 luglio 1963) è una politica italiana.

## Biografia
È nata a Milano il 18 luglio 1963 e si è trasferita a Perugia nel 1976 dove si è diplomata al liceo classico Mariotti e, nel 1987, si è laureata in scienze politiche presso l'Università di Perugia.
Ha collaborato fino al 1992 alla cattedra di Sociologia del lavoro e dell'industria della Facoltà di Scienze Politiche dell'Università di Perugia e ha lavorato come ricercatrice per l'Istituto regionale di ricerche economiche e sociali dell'Umbria.
È stata, anche, consulente per la creazione di nuove imprese per ASS. FOR. SEO e, dal 1992, è partner di Ottantaventi, società di formazione nei settori del management, delle vendite e del customer care.

## Attività associativa
Nel 1990 è stata eletta presidente dei Giovani Consulenti Italiani, carica che ha mantenuto fino al 1994.
Ha fatto parte, fino al 1998, del direttivo dei Giovani Imprenditori dell'Associazione degli Industriali dell'Umbria ed è stata componente della commissione dei rapporti economici dei Giovani Imprenditori della Confindustria.
Dal 1996 al 2000 ha ricoperto gli incarichi di consigliere per la scuola e la formazione dei Giovani Imprenditori di Confindustria, membro del Consiglio Direttivo dei Giovani Imprenditori di Confindustria e componente della commissione scuola ricerca università di Confindustria.

## Attività politica
Sin dagli inizi, ha fatto parte del movimento referendario del professor Segni per la riforma del sistema elettorale. Nel 2009 è entrata nel comitato nazionale per il referendum sulla legge elettorale Segni-Guzzetta. Dopo il deludente risultato del referendum, essendo chiaro che la legge elettorale si sarebbe potuta cambiare solo in Parlamento, è entrata nel Pd. Nel 2010 è, poi, approdata in Prossima Italia, l’associazione fondata da Giuseppe Civati che, insieme a Renzi, ha realizzato la prima Leopolda. 
Ha fatto parte del coordinamento dei Comitati Renziani di Perugia nella campagna per le primarie del 2012. Nello stesso anno è diventata coordinatrice di Officine Democratiche per l'Umbria, think tank che ha collaborato alla stesura del programma di Renzi per le primarie del 2012 e di cui faceva parte Pietro Ichino.
Quando Pietro Ichino ha aderito a Scelta Civica, ha deciso di seguirlo ed è stata candidata capolista in Umbria alle elezioni politiche del 2013.
Eletta alla Camera per la prima volta nel 2013 nelle liste di Scelta Civica per l’Italia, nel luglio 2016 è stata tra i 14 deputati che si sono schierati contro la fusione di Scelta Civica con Alleanza Liberalpopolare-Autonomie (ALA) di Denis Verdini. Gli stessi deputati hanno fondato il gruppo parlamentare Civici e Innovatori a cui Adriana Galgano ha aderito fino al termine della XVII legislatura. È stata anche membro della Commissione per le Attività Produttive, dell'Intergruppo parlamentare per l'innovazione e dell'Intergruppo parlamentare delle donne.
In quanto componente della Commissione Attività produttive ha lavorato alla redazione dell'indagine conoscitiva “La rivoluzione industriale 4.0 – quale metodo applicare al tessuto industriale italiano” che la Camera ha proposto al Governo e dal quale si è attinto per la redazione del Piano Industria 4.0 presentato dal ministro Calenda.
Come membro dell'Intergruppo parlamentare per l'Innovazione è stata tra i deputati firmatari della legge sulla sharing economy e delle proposte di legge sulla 'neutralità della Rete', sulla tracciabilità digitale dei prodotti italiani e sui captatori informatici.
È stata prima firmataria dell'emendamento al ddl concorrenza per la liberalizzazione dei farmaci di fascia C per la vendita nelle parafarmacie e nei corner della grande distribuzione.
Nel 2016 ha partecipato attivamente alla campagna per il 'NO' al referendum costituzionale del 4 dicembre fondando, in Umbria, il 'Comitato civico per il no'.
Alla Camera non ha votato la legge elettorale italiana del 2017, ufficialmente legge 3 novembre 2017, n. 165 e comunemente nota come Rosatellum bis o semplicemente Rosatellum e la legge elettorale italiana del 2015, legge 6 maggio 2015, n. 52 nota come Italicum, successivamente dichiarata in alcune sue parti costituzionalmente illegittima e parzialmente abrogata dalla sentenza della Corte costituzionale del 16 febbraio 2017. È stata tra i deputati che hanno firmato il ricorso sulla legittimità costituzionale dell'Italicum depositato al tribunale di Perugia dagli avvocati Besostri, Ricciardi e Pennino e poi accolto dallo stesso tribunale e dei ricorsi di costituzionalità sul Rosatellum bis.
Ha sottoscritto la proposta di legge per la legalizzazione della cannabis.
In relazione alle questioni umbre, ha seguito le vertenze Ast-Outokumpu supportando la proposta di costituzione di una public company ad azionariato diffuso, Perugina, Ex Merloni, Sgl Carbon-Elettrocarbonium ed ex Novelli. Ha presentato numerose interrogazioni ed interpellanze relative al sistema delle infrastrutture ferroviarie e viarie dell'Umbria e per il potenziamento dell'aeroporto internazionale dell'Umbria San Francesco d'Assisi. È stata, inoltre, fin dal 2015, tra i promotori del progetto per allacciare la regione all'Alta velocità proponendo l'attivazione del Frecciarossa Perugia-Milano che ha iniziato le corse a febbraio 2018.